# قائمة الحاصلين على جائزة نوبل للسلام

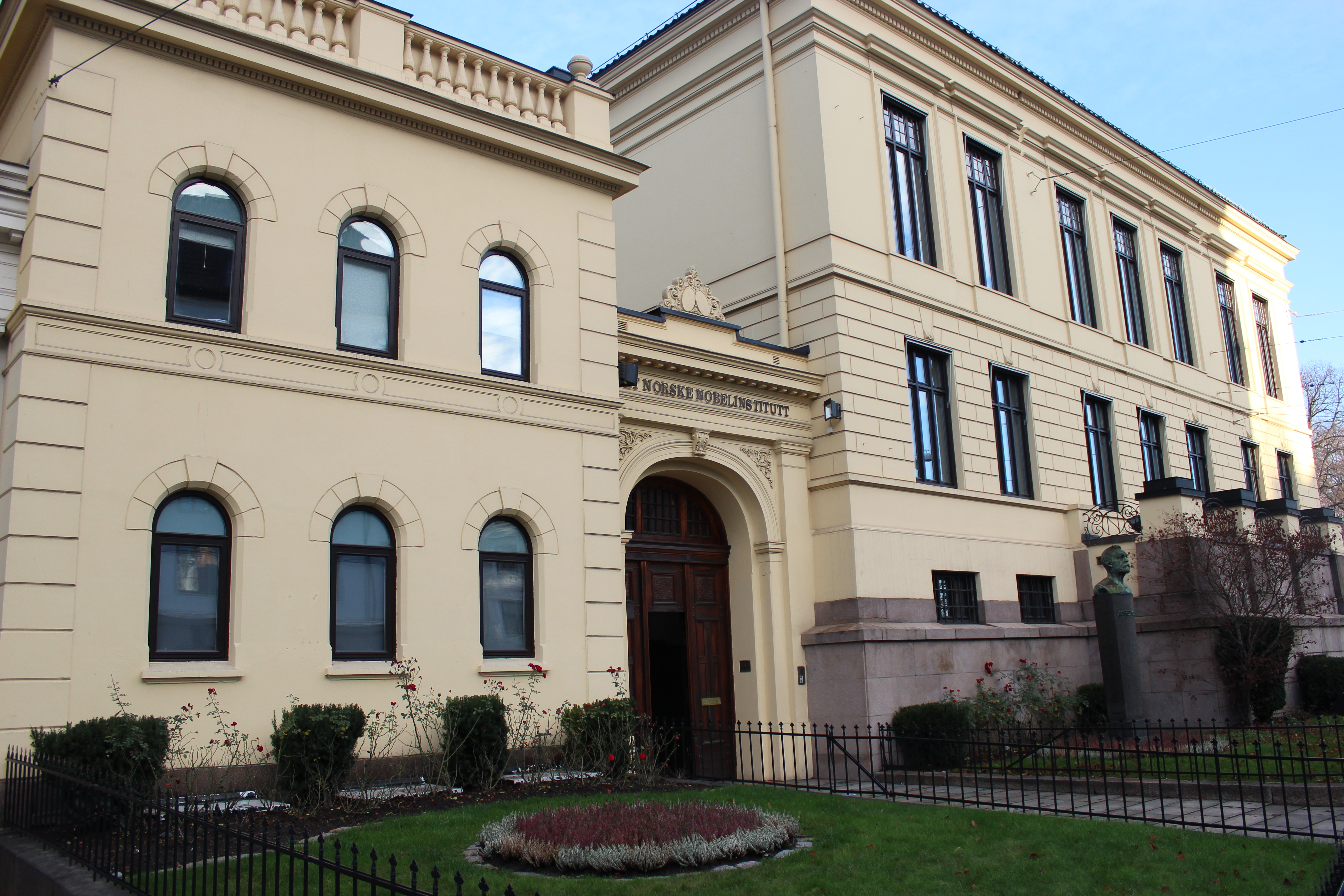
يساعد معهد نوبل النرويجي لجنة نوبل النرويجية في اختيار المستفيدين من جائزة نوبل للسلام وفي تنظيم الجائزة السنوية في أوسلو.

جائزة نوبل للسلام هي إحدى جوائز نوبل الخمسة التي أوصى بها ألفرد نوبل. لا تعرف إلى هذا اليوم أسباب اختياره للسلام كأحد مواضيع جوائزه. فمثلا يمكن تفسير جائزة نوبل في الكيمياء أو الفيزياء لكونه مهندس كيميائي. يقترح البعض بأن نوبل أراد أن يعوض تنامي القوة المدمرة فنوبل هو مخترع الديناميت ولكن الديناميت لم يستعمل قبل وفاته.
تمنح جائزة نوبل سنويًا في العاصمة النرويجية أوسلو في العاشر من ديسمبر من قبل اللجنة النرويجية لجائزة نوبل. منحت لأول مرة سنة 1901. يتم اختيار المترشحين للجائزة من قبل هيئة يعينها البرلمان النرويجي وذلك حسب وصية نوبل. حيث يتم منحها للذين «قاموا بأكبر قدر أو أفضل عمل للتآخي بين الأمم، من أجل إلغاء أو تخفيض الجيوش الدائمة ومن أجل الحفاظ على السلام وتعزيزه».

## إحصائيات
اعتبارا من عام 2020، تم منح جائزة السلام لـ 106 من الأفراد و 24 منظمة. وقد فازت 17 امرأة بجائزة نوبل للسلام، أكثر من أي جائزة نوبل أخرى. كما فاز اثنان فقط بأكثر من جائزة: اللجنة الدولية للصليب الأحمر فازت 3 مرات أعوام 1917، 1944، 1963، وفازت المفوضية العليا للأمم المتحدة لشؤون اللاجئين مرتين أعوام 1954 و 1981. ويشار إلى أن الجائزة حجبت 19 مرة، أكثر من أي جائزة نوبل أخرى.
يعتبر لي دوك ثو الشخص الوحيد الذي رفض جائزة نوبل للسلام، الذي حصل عليها عام 1973 مناصفة مع هنري كيسنجر. وكان سبب الرفض عدم الإلتزام باتفاقية باريس للسلام كاملة في اتفاقية سلام حرب فيتنام.

## الفائزون
| السنة | الصورة                                                                            | الاسم                                                                             | الدولة                                                                            | سبب الترشيح |
| ----- | --------------------------------------------------------------------------------- | --------------------------------------------------------------------------------- | --------------------------------------------------------------------------------- | --- |
| 1901  |                                                                                   | جان هنري دونانت                                                                   | سويسرا                                                                            | "لدوره في إنشاء اللجنة الدولية للصليب الأحمر" |
| 1901  |                                                                                   | فريدريك باسي                                                                      | فرنسا                                                                             | "كونه أحد المؤسسين الرئيسيين للاتحاد البرلماني الدولي ولكونه المنظّم الرئيسي الأول لمؤتمر السلام العالمي" |
| 1902  |                                                                                   | إيلي دوكميان                                                                      | سويسرا                                                                            | "لدوره كأول أمين فخري للمكتب الدولي للسلام" |
| 1902  |                                                                                   | شارل ألبير غوبا                                                                   | سويسرا                                                                            | "باعتباره أول أمين عام للاتحاد البرلماني الدولي" |
| 1903  |                                                                                   | ويليام راندال كريمر                                                               | المملكة المتحدة                                                                   | "لدوره في تأسيس الاتحاد البرلماني الدولي" |
| 1904  |                                                                                   | معهد القانون الدولي                                                               | بلجيكا                                                                            | "لجهوده كهيئة غير رسمية لصياغة المبادئ العامة للقانون الدولي" |
| 1905  |                                                                                   | برتا فون سوتنر                                                                    | الإمبراطورية النمساوية المجرية                                                    | "للمساهمة في إنشاء الجائزة، ولجهودها لنشر السلام" |
| 1906  |                                                                                   | ثيودور روزفلت                                                                     | الولايات المتحدة                                                                  | "لدوره الناجح في الوساطة لإنهاء الحرب الروسية اليابانية واهتمامه بالتحكيم الذي قامت به المحكمة الدائمة للتحكيم في أول قضية لها" |
| 1907  |                                                                                   | إرنيستو تيودورو مونيتا                                                            | المملكة الإيطالية                                                                 | "لعمله كقائد أساسي في حركة السلام الإيطالية" |
| 1907  |                                                                                   | لويس رينو                                                                         | فرنسا                                                                             | "لدوره الرائد كقائد فرنسي دولي وكونه عضو في المحكمة الدائمة للتحكيم في لاهاي" |
| 1908  |                                                                                   | كلاس بونتس ارنولدسون                                                              | السويد                                                                            | "لعمله كمؤسس للرابطة السويدية للسلام والتحكيم" |
| 1908  |                                                                                   | فريدريك باير                                                                      | الدنمارك                                                                          | "لكونه المدافع عن السلام في المقام الأول في الدول الإسكندنافية، والجمع بين العمل في الاتحاد البرلماني الدولي مع كونه أول رئيس للمكتب الدولي للسلام" |
| 1909  |                                                                                   | أوجست ماري فرنسوا برناريت                                                         | بلجيكا                                                                            | "لكونه ممثلاً في مؤتمري لاهاي وشخصية بارزة في الاتحاد البرلماني الدولي" |
| 1909  |                                                                                   | بول دو كونستنت                                                                    | فرنسا                                                                             | "للعمل الدبلوماسي المشترك للفهم الفرنسي الألماني والفرنسي البريطاني مع مكانته المتميزة في محكمة التحكيم الدائمة" |
| 1910  |                                                                                   | المكتب الدولي للسلام                                                              | سويسرا                                                                            | "للعمل كحلقة وصل بين مجتمعات السلام في مختلف البلدان" |
| 1911  |                                                                                   | توبياس ميخائيل كايل آسر                                                           | هولندا                                                                            | "لكونه عضوا في محكمة التحكيم فضلا عن تقديمه في المؤتمرات حول القانون الدولي الخاص" |
| 1911  |                                                                                   | ألفريد هيرمان                                                                     | الإمبراطورية النمساوية المجرية                                                    | "لعمله كمؤسس لجمعية السلام الألمانية" |
| 1912  |                                                                                   | إليهو روت[A]                                                                      | الولايات المتحدة                                                                  | "لاهتمامه القوي بالتحكيم الدولي وخطته لمحكمة عالمية" |
| 1913  |                                                                                   | هنري لافونتين                                                                     | بلجيكا                                                                            | "لعمله كرئيس لمكتب السلام الدولي" |
| 1914  | حجبت                                                                              | حجبت                                                                              | حجبت                                                                              | حجبت |
| 1915  | حجبت                                                                              | حجبت                                                                              | حجبت                                                                              | حجبت |
| 1916  | حجبت                                                                              | حجبت                                                                              | حجبت                                                                              | حجبت |
| 1917  |                                                                                   | اللجنة الدولية للصليب الأحمر                                                      | سويسرا                                                                            | "للقيام بالمهمة الهائلة المتمثلة في محاولة حماية حقوق العديد من أسرى الحرب في جميع جوانب الحرب العالمية الأولى، بما في ذلك حقهم في إقامة اتصالات مع عائلاتهم" |
| 1918  | حجبت                                                                              | حجبت                                                                              | حجبت                                                                              | حجبت |
| 1919  |                                                                                   | وودرو ويلسون                                                                      | الولايات المتحدة                                                                  | "لدوره الحاسم في تأسيس عصبة الأمم" |
| 1920  |                                                                                   | ليون بورجوا                                                                       | فرنسا                                                                             | "لمشاركته في كل من مؤتمرات لاهاي لعامي 1899 و1907 ولعمله نحو ما أصبح عصبة الأمم إلى درجة أنه كثيراً ما يطلق عليه الأب الروحي للمؤسسة" |
| 1921  |                                                                                   | يالمر برانتن                                                                      | السويد                                                                            | "لعمله في عصبة الأمم" |
| 1921  |                                                                                   | كريستيان لويس لانج                                                                | النرويج                                                                           | "لعمله كسكرتير أول للجنة نوبل النرويجية والأمين العام للاتحاد البرلماني الدولي" |
| 1922  |                                                                                   | فريتيوف نانسين                                                                    | النرويج                                                                           | "لعمله في مساعدة الملايين في روسيا الذين يكافحون ضد المجاعة وعمله من أجل اللاجئين في آسيا الصغرى وتركيا" |
| 1923  | حجبت                                                                              | حجبت                                                                              | حجبت                                                                              | حجبت |
| 1924  | حجبت                                                                              | حجبت                                                                              | حجبت                                                                              | حجبت |
| 1925  |                                                                                   | أوستن شامبرلين[A]                                                                 | المملكة المتحدة                                                                   | "لعمله في معاهدة لوكارنو" |
| 1925  |                                                                                   | تشارلز جيتس دويز[A]                                                               | الولايات المتحدة                                                                  | "لعمله على خطة من أجل التعويضات الألمانية التي اعتبرت أنها قدمت الأساس الاقتصادي لحلف لوكارنو لعام 1925" |
| 1926  |                                                                                   | أريستيد بريان                                                                     | فرنسا                                                                             | "لعملهم في معاهدة لوكارنو" |
| 1926  |                                                                                   | جوستاف ستريسمان                                                                   | ألمانيا                                                                           | "لعملهم في معاهدة لوكارنو" |
| 1927  |                                                                                   | فرديناد بويسون                                                                    | فرنسا                                                                             | "للمساهمات في المصالحة الشعبية الفرنسية الألمانية" |
| 1927  |                                                                                   | لودنيج كويد                                                                       | ألمانيا                                                                           | "للمساهمات في المصالحة الشعبية الفرنسية الألمانية" |
| 1928  | حجبت                                                                              | حجبت                                                                              | حجبت                                                                              | حجبت |
| 1929  |                                                                                   | فرانك بيلينجز كيلوج[A]                                                            | الولايات المتحدة                                                                  | "بالنسبة لميثاق كيلوغ برييان، الذي اتفق الموقّعون عليه على تسوية جميع النزاعات بالوسائل السلمية ونبذ الحرب كأداة للسياسة الوطنية" |
| 1930  |                                                                                   | لارس أولف ناثان سود بريلوم                                                        | السويد                                                                            | "لجهوده لإشراك الكنائس ليس فقط في العمل من أجل الوحدة المسكونية، ولكن أيضًا من أجل السلام العالمي" |
| 1931  |                                                                                   | جين آدمز                                                                          | الولايات المتحدة                                                                  | "من أجل عملها في الإصلاح الاجتماعي وقيادة الرابطة النسائية الدولية للسلم والحرية" |
| 1931  |                                                                                   | نيكولاس موراي باتلر                                                               | الولايات المتحدة                                                                  | "لترقيته لميثاق كيلوغ برييان ولعمله كزعيم للجزء الأكثر توجها نحو التأسيس من حركة السلام الأمريكية" |
| 1932  | حجبت                                                                              | حجبت                                                                              | حجبت                                                                              | حجبت |
| 1933  |                                                                                   | نورمان إنجيل[A]                                                                   | المملكة المتحدة                                                                   | "من أجل تأليف كتاب الوهم العظيم وكونه مؤيدًا لعصبة الأمم بالإضافة إلى دعاية ومعلم مؤثر للسلام بشكل عام" |
| 1934  |                                                                                   | آرثر هندرسون                                                                      | المملكة المتحدة                                                                   | "لعمله من أجل عصبة الأمم، وخاصة جهوده في نزع السلاح" |
| 1935  |                                                                                   | كارل فون أوسيتزكي[B]                                                              | ألمانيا                                                                           | "لنضاله ضد إعادة تسليح ألمانيا" |
| 1936  |                                                                                   | كارلوس سافيدرا لاماس                                                              | الأرجنتين                                                                         | "لتوسطه في إنهاء حرب تشاكو بين باراغواي وبوليفيا" |
| 1937  |                                                                                   | روبرت سيسيل                                                                       | المملكة المتحدة                                                                   | "لعمله مع عصبة الأمم" |
| 1938  |                                                                                   | مكتب نانسين الدولي للاجئين                                                        | عصبة الأمم                                                                        | "لعمله في مساعدة اللاجئين" |
| 1939  | حجبت                                                                              | حجبت                                                                              | حجبت                                                                              | حجبت |
| 1940  | حجبت                                                                              | حجبت                                                                              | حجبت                                                                              | حجبت |
| 1941  | حجبت                                                                              | حجبت                                                                              | حجبت                                                                              | حجبت |
| 1942  | حجبت                                                                              | حجبت                                                                              | حجبت                                                                              | حجبت |
| 1943  | حجبت                                                                              | حجبت                                                                              | حجبت                                                                              | حجبت |
| 1944  |                                                                                   | اللجنة الدولية للصليب الأحمر                                                      | سويسرا                                                                            | "للعمل العظيم الذي قام به خلال الحرب العالمية الثانية نيابة عن الإنسانية" |
| 1945  |                                                                                   | كورديل هل                                                                         | الولايات المتحدة                                                                  | "من أجل كفاحه ضد الانعزالية في الداخل، وجهوده لإنشاء كتلة سلام من الدول في القارات الأمريكية، وعمله لصالح منظمة الأمم المتحدة" |
| 1946  |                                                                                   | إميلي جرين بالش                                                                   | الولايات المتحدة                                                                  | "أستاذ سابق للتاريخ وعلم الاجتماع؛ والرئيس الفخري الدولي للرابطة النسائية الدولية للسلم والحرية" |
| 1946  |                                                                                   | جون راليه موت                                                                     | الولايات المتحدة                                                                  | "رئيس مجلس التبشيرية الدولي. ورئيس التحالف العالمي للجمعيات المسيحية للشباب" |
| 1947  |                                                                                   | مجلس خدمات الأصدقاء                                                               | المملكة المتحدة                                                                   | "التعاطف مع الآخرين والرغبة في مساعدتهم" |
| 1947  | لجنة أمريكا لخدمات الأصدقاء                                                       | الولايات المتحدة                                                                  |                                                                                   | "التعاطف مع الآخرين والرغبة في مساعدتهم" |
| 1948  | حجبت بسبب "لم يكن هناك مرشح حي مناسب". (تكريما لغاندي الذي اغتيل مؤخرا في الهند). | حجبت بسبب "لم يكن هناك مرشح حي مناسب". (تكريما لغاندي الذي اغتيل مؤخرا في الهند). | حجبت بسبب "لم يكن هناك مرشح حي مناسب". (تكريما لغاندي الذي اغتيل مؤخرا في الهند). | حجبت بسبب "لم يكن هناك مرشح حي مناسب". (تكريما لغاندي الذي اغتيل مؤخرا في الهند). |
| 1949  |                                                                                   | جون بويد                                                                          | المملكة المتحدة                                                                   | "سياسي ومنظم ومدير بارز في منظمة الأغذية والزراعة العامة؛ ورئيس مجلس السلم القومي والاتحاد العالمي لمنظمات السلام" |
| 1950  |                                                                                   | رالف بنش                                                                          | الولايات المتحدة                                                                  | "أستاذ جامعة هارفارد، كامبريدج، ماساتشوستس؛ مدير شعبة الوصاية في الأمم المتحدة؛ القائم بأعمال الوسيط في فلسطين، عام 1948" |
| 1951  |                                                                                   | ليون جوو                                                                          | فرنسا                                                                             | "رئيس اللجنة الدولية للمجلس الأوروبي، ونائب رئيس الاتحاد الدولي لنقابات العمال الحرة، ونائب رئيس الاتحاد العالمي لنقابات العمال، وعضو في مجلس منظمة العمل الدولية، ومندوب لدى الأمم المتحدة"                                                                                             |
| 1952  |                                                                                   | ألبرت شوايتزر                                                                     | فرنسا                                                                             | "مبشر وطبيب، وأشهر أعماله تأسيس وإدارة مستشفى في الغابون" |
| 1953  |                                                                                   | جورج مارشال                                                                       | الولايات المتحدة                                                                  | "الرئيس العام الصليب الأحمر الأمريكي. وزير الخارجية السابق والدفاع؛ مندوب الأمم المتحدة؛ المنشئ لخطة مارشال" |
| 1954  |                                                                                   | المفوضية العليا للأمم المتحدة لشؤون اللاجئين                                      | الأمم المتحدة                                                                     | "منظمة إغاثة دولية أسستها الأمم المتحدة عام 1951" |
| 1955  | حجبت                                                                              | حجبت                                                                              | حجبت                                                                              | حجبت |
| 1956  | حجبت                                                                              | حجبت                                                                              | حجبت                                                                              | حجبت |
| 1957  |                                                                                   | ليستر بولز بيرسون                                                                 | كندا                                                                              | "وزير الدولة الأسبق للشؤون الخارجية لكندا؛ الرئيس السابق للدورة السابعة للجمعية العامة للأمم المتحدة؛ لدوره في المساعدة على إنهاء الصراع في السويس ومحاولة حل قضية الشرق الأوسط من خلال الأمم المتحدة"                                                                                   |
| 1958  |                                                                                   | دومينيك بير                                                                       | بلجيكا                                                                            | "قائد منظمة الإغاثة للاجئين، وهو أب الرهبنة الدومينيكي" |
| 1959  |                                                                                   | فيليب نويل بيكر                                                                   | المملكة المتحدة                                                                   | "عضو في البرلمان؛ ساهم طوال حياته من أجل السلام والتعاون الدوليين" |
| 1960  |                                                                                   | ألبرت جون لوتولي                                                                  | جنوب إفريقيا                                                                      | "كان رئيس المؤتمر الوطني الأفريقي، في طليعة النضال ضد الفصل العنصري في جنوب أفريقيا" |
| 1961  |                                                                                   | داغ همرشولد[C]                                                                    | السويد                                                                            | "أمين عام الأمم المتحدة؛ تم منحه الجائزة على عمله لتعزيز المنظمة" |
| 1962  |                                                                                   | لينوس باولنغ                                                                      | الولايات المتحدة                                                                  | "لحملته ضد اختبار وصناعة الأسلحة النووية" |
| 1963  |                                                                                   | اللجنة الدولية للصليب الأحمر                                                      | سويسرا                                                                            | "لعملهم في مجال حماية حقوق الإنسان خلال 100 عام من وجود اللجنة الدولية" |
| 1963  | الاتحاد الدولي لجمعيات الصليب الأحمر والهلال الأحمر                               |                                                                                   | سويسرا                                                                            | "لعملهم في مجال حماية حقوق الإنسان خلال 100 عام من وجود اللجنة الدولية" |
| 1964  |                                                                                   | مارتن لوثر كينغ                                                                   | الولايات المتحدة                                                                  | "ساهم في نشر الحقوق المدنية، "وأول شخص في العالم الغربي أظهر لنا أن النضال يمكن أن يُشن بدون عنف". أمضى كينغ وقته في العمل في مجالات مختلفة من حركة الحقوق المدنية. من التعليم المتساوي إلى الحرمان الاقتصادي للأقليات. كما نظم كينغ مسيرة واشنطن، حيث قدم خطابه الشهير لدي كلام الأحلام" |
| 1965  |                                                                                   | يونيسف                                                                            | الأمم المتحدة                                                                     | "منظمة مساعدات دولية" |
| 1966  | حجبت                                                                              | حجبت                                                                              | حجبت                                                                              | حجبت |
| 1967  | حجبت                                                                              | حجبت                                                                              | حجبت                                                                              | حجبت |
| 1968  |                                                                                   | رينيه كاسان                                                                       | فرنسا                                                                             | "رئيس المحكمة الأوروبية لحقوق الإنسان" |
| 1969  |                                                                                   | منظمة العمل الدولية                                                               | الأمم المتحدة                                                                     | "لتحسين السلام بين الطبقات، والسعي للعدالة للعاملين، وتوفير المساعدة التقنية للدول النامية الأخرى" |
| 1970  |                                                                                   | نورمان بورلوج                                                                     | الولايات المتحدة                                                                  | "رئيس المركز الدولي لتحسين الذرة والقمح؛ لمساهماته في "الثورة الخضراء" التي كان لها مثل هذا التأثير على إنتاج الغذاء خاصة في آسيا وأمريكا اللاتينية" |
| 1971  |                                                                                   | فيلي برانت                                                                        | ألمانيا الغربية                                                                   | "مستشار جمهورية ألمانيا الاتحادية؛ لألمانيا الغربية" |
| 1972  | حجبت                                                                              | حجبت                                                                              | حجبت                                                                              | حجبت |
| 1973  |                                                                                   | هنري كسنجر                                                                        | الولايات المتحدة                                                                  | "من أجل اتفاقية باريس 1973 التي تهدف إلى تحقيق وقف إطلاق النار في حرب فيتنام وانسحاب القوات الأمريكية" |
| 1973  |                                                                                   | لي دوك ثو[D]                                                                      | شمال فيتنام                                                                       | "من أجل اتفاقية باريس 1973 التي تهدف إلى تحقيق وقف إطلاق النار في حرب فيتنام وانسحاب القوات الأمريكية" |
| 1974  |                                                                                   | شون ماكبرايد                                                                      | أيرلندا                                                                           | "رئيس مكتب السلام الدولي. رئيس لجنة ناميبيا. من أجل اهتمامه القوي بحقوق الإنسان: تجريب الاتفاقية الأوروبية لحقوق الإنسان من خلال مجلس أوروبا، والمساعدة في إنشاء منظمة العفو الدولية ومن ثم قيادة منظمة العفو الدولية والعمل كأمين عام للجنة الحقوقيين الدولية"                          |
| 1974  |                                                                                   | إيساكو ساتو                                                                       | اليابان                                                                           | "رئيس وزراء اليابان، لتخليه عن الخيار النووي لليابان وجهوده لتعزيز المصالحة الإقليمية" |
| 1975  |                                                                                   | أندريه ساخاروف[E]                                                                 | الاتحاد السوفيتي                                                                  | "لكفاحه من أجل حقوق الإنسان، ومن أجل نزع السلاح، ومن أجل التعاون بين جميع الدول" |
| 1976  |                                                                                   | بيتي ويليامز                                                                      | المملكة المتحدة                                                                   | "مؤسسو حركة السلام بأيرلندا الشمالية (أعيدت تسميتها لاحقاً مجتمع جماعة السلام)" |
| 1976  | ميريد كوريجان                                                                     |                                                                                   | المملكة المتحدة                                                                   | "مؤسسو حركة السلام بأيرلندا الشمالية (أعيدت تسميتها لاحقاً مجتمع جماعة السلام)" |
| 1977  |                                                                                   | منظمة العفو الدولية                                                               | المملكة المتحدة                                                                   | "لحماية حقوق الإنسان لسجناء الرأي" |
| 1978  |                                                                                   | محمد أنور السادات                                                                 | مصر                                                                               | "لاتفاقية كامب ديفيد، التي أدت إلى سلام تفاوضي بين مصر وإسرائيل" |
| 1978  |                                                                                   | مناحم بيجن                                                                        | إسرائيل · بولندا                                                                  | "لاتفاقية كامب ديفيد، التي أدت إلى سلام تفاوضي بين مصر وإسرائيل" |
| 1979  |                                                                                   | الأم تريزا                                                                        | الهند                                                                             | "تأسيس مؤسسة المبشرين للأعمال الخيرية" |
| 1980  |                                                                                   | أدولفو بريز إيسكيبل                                                               | الأرجنتين                                                                         | "زعيم لحقوق الإنسان؛ بتأسيسه منظمات حقوقية غير عنيفة لمحاربة الطغمة العسكرية التي كانت تحكم بلاده (الأرجنتين)" |
| 1981  |                                                                                   | المفوضية العليا للأمم المتحدة لشؤون اللاجئين                                      | الأمم المتحدة                                                                     | "منظمة إغاثة دولية أسستها الأمم المتحدة عام 1951" |
| 1982  |                                                                                   | أولفا ميرال                                                                       | السويد                                                                            | "لعملهم الرائع في مفاوضات نزع سلاح الأمم المتحدة، حيث لعبوا أدوارا حاسمة وحظوا باعتراف دولي" |
| 1982  |                                                                                   | ألفونسو غارثيا روبليس                                                             | المكسيك                                                                           | "لعملهم الرائع في مفاوضات نزع سلاح الأمم المتحدة، حيث لعبوا أدوارا حاسمة وحظوا باعتراف دولي" |
| 1983  |                                                                                   | ليخ فاونسا                                                                        | بولندا                                                                            | "مؤسس حركة تضامن اتحاد نقابة العمال البولندي، المناضل من أجل حقوق الإنسان" |
| 1984  |                                                                                   | ديزموند توتو                                                                      | جنوب إفريقيا                                                                      | "كشخصية قائدة موحدة في حملة حل مشكلة الفصل العنصري في جنوب أفريقيا. ومن خلال منح جائزة السلام لهذا العام، تود اللجنة توجيه الانتباه إلى الكفاح غير العنيف من أجل التحرر الذي ينتمي إليه ديزموند توتو، وهو صراع يتحد فيه السود والبيض في جنوب أفريقيا لإخراج بلدهم من الصراع والأزمة"     |
| 1985  |                                                                                   | رابطة الأطباء الدوليين لمنع الحرب النووية                                         | الولايات المتحدة                                                                  | "من أجل المعلومات الموثوقة وعن طريق التوعية بالعواقب الكارثية للحرب الذرية. وتعتقد اللجنة أن هذا يساهم بدوره في زيادة ضغط المعارضة العامة لانتشار الأسلحة الذرية وإعادة تحديد الأولويات، مع مزيد من الاهتمام تدفع إلى الصحة وغيرها من القضايا الإنسانية"                                 |
| 1986  |                                                                                   | إيلي فيزيل                                                                        | الولايات المتحدة                                                                  | "رئيس لجنة الرئيس حول التحقيق في الهولوكوست" |
| 1987  |                                                                                   | أوسكار آرياس سانشيز                                                               | كوستاريكا                                                                         | "لعمله من أجل السلام في أمريكا الوسطى، والجهود التي أدت إلى الاتفاق الذي وقع في غواتيمالا في 7 أغسطس من هذا العام" |
| 1988  |                                                                                   | قوات حفظ السلام                                                                   | الأمم المتحدة                                                                     | "لجهودهم التي قدمت مساهمات هامة نحو تحقيق أحد المبادئ الأساسية للأمم المتحدة" |
| 1989  |                                                                                   | تينزن غياتسو (الدالاي لاما الرابع عشر)                                            | التبت · ( الصين) · الهند                                                          | "في كفاحه من أجل تحرير التبت، كان يعارض باستمرار استخدام العنف. وبدلاً من ذلك، دعا إلى الحلول السلمية القائمة على التسامح والاحترام المتبادل للحفاظ على التراث التاريخي والثقافي لشعبه"                                                                                                   |
| 1990  |                                                                                   | ميخائيل غورباتشوف                                                                 | الاتحاد السوفيتي                                                                  | "الأمين العام للحزب الشيوعي للاتحاد السوفيتي ورئيس الاتحاد السوفيتي؛ لدوره القيادي في عملية السلام التي تتميز اليوم بأجزاء مهمة من المجتمع الدولي" |
| 1991  |                                                                                   | أون سان سو تشي[F]                                                                 | ميانمار                                                                           | "كفاحها اللاعنفي من أجل الديمقراطية وحقوق الإنسان" |
| 1992  |                                                                                   | ريغوبيرتا مينتشو                                                                  | غواتيمالا                                                                         | "لعملها من أجل العدالة الاجتماعية والمصالحة العرقية والثقافية القائمة على احترام حقوق الشعوب الأصلية" |
| 1993  |                                                                                   | نيلسون مانديلا                                                                    | جنوب إفريقيا                                                                      | "لعملهم من أجل الإنهاء السلمي لنظام الفصل العنصري، ووضع الأسس لجنوب أفريقيا ديمقراطية جديدة" |
| 1993  | فريديريك ويليم دي كليرك                                                           |                                                                                   | جنوب إفريقيا                                                                      | "لعملهم من أجل الإنهاء السلمي لنظام الفصل العنصري، ووضع الأسس لجنوب أفريقيا ديمقراطية جديدة" |
| 1994  |                                                                                   | ياسر عرفات                                                                        | فلسطين                                                                            | "لتكريم العمل السياسي الذي دعا إلى شجاعة كبيرة على الجانبين، والتي فتحت فرصا لتطور جديد نحو السلام في الشرق الأوسط" |
| 1994  |                                                                                   | إسحاق رابين                                                                       | إسرائيل                                                                           | "لتكريم العمل السياسي الذي دعا إلى شجاعة كبيرة على الجانبين، والتي فتحت فرصا لتطور جديد نحو السلام في الشرق الأوسط" |
| 1994  | شمعون بيريز                                                                       |                                                                                   | إسرائيل                                                                           | "لتكريم العمل السياسي الذي دعا إلى شجاعة كبيرة على الجانبين، والتي فتحت فرصا لتطور جديد نحو السلام في الشرق الأوسط" |
| 1995  |                                                                                   | جوزيف روتبلت                                                                      | المملكة المتحدة                                                                   | "لجهودهم لتقليص الدور الذي تلعبه الأسلحة النووية في السياسة الدولية، وعلى المدى البعيد، للقضاء على مثل هذه الأسلحة" |
| 1995  |                                                                                   | مؤتمر باجواش للعلوم والشؤون الدولية                                               | كندا                                                                              | "لجهودهم لتقليص الدور الذي تلعبه الأسلحة النووية في السياسة الدولية، وعلى المدى البعيد، للقضاء على مثل هذه الأسلحة" |
| 1996  |                                                                                   | كارلوس فيليب اكسيمنس بيلو                                                         | تيمور الشرقية                                                                     | "لعملهم من أجل التوصل إلى حل عادل وسلمي للصراع في تيمور الشرقية" |
| 1996  | جوزيه راموس هورتا                                                                 |                                                                                   | تيمور الشرقية                                                                     | "لعملهم من أجل التوصل إلى حل عادل وسلمي للصراع في تيمور الشرقية" |
| 1997  |                                                                                   | الحملة الدولية لمنع الألغام الأرضية                                               | سويسرا                                                                            | "لعملهم من أجل حظر وإزالة الألغام المضادة للأفراد" |
| 1997  |                                                                                   | جودي ويليامز                                                                      | الولايات المتحدة                                                                  | "لعملهم من أجل حظر وإزالة الألغام المضادة للأفراد" |
| 1998  |                                                                                   | جون هيوم                                                                          | أيرلندا                                                                           | "لجهودهم لإيجاد حل سلمي للصراع في أيرلندا الشمالية" |
| 1998  |                                                                                   | دافيد تريمبل                                                                      | المملكة المتحدة                                                                   | "لجهودهم لإيجاد حل سلمي للصراع في أيرلندا الشمالية" |
| 1999  |                                                                                   | أطباء بلا حدود                                                                    | سويسرا                                                                            | "تقديرا للعمل الإنساني الرائد للمنظمة في عدة قارات" |
| 2000  |                                                                                   | كيم داي جونغ                                                                      | كوريا الجنوبية                                                                    | "لعمله من أجل الديمقراطية وحقوق الإنسان في كوريا الجنوبية وشرق آسيا بشكل عام، ومن أجل السلام والمصالحة مع كوريا الشمالية بشكل خاص" |
| 2001  |                                                                                   | الأمم المتحدة                                                                     | الأمم المتحدة                                                                     | "لعملهم من أجل عالم أكثر تنظيما وأكثر سلاما" |
| 2001  | Kofi Annan, Photo: Harry Wad                                                      | كوفي أنان                                                                         | غانا                                                                              | "لعملهم من أجل عالم أكثر تنظيما وأكثر سلاما" |
| 2002  |                                                                                   | جيمي كارتر                                                                        | الولايات المتحدة                                                                  | "لعقود من الجهد الدؤوب لإيجاد حلول سلمية للصراعات الدولية، من أجل تعزيز الديمقراطية وحقوق الإنسان، وتعزيز التنمية الاقتصادية والاجتماعية" |
| 2003  |                                                                                   | شيرين عبادي                                                                       | إيران                                                                             | "لجهودها من أجل الديمقراطية وحقوق الإنسان. ركزت بشكل خاص على النضال من أجل حقوق النساء والأطفال" |
| 2004  |                                                                                   | وانجاري ماثاي                                                                     | كينيا                                                                             | "لمساهمتها في التنمية المستدامة والديمقراطية والسلام" |
| 2005  |                                                                                   | الوكالة الدولية للطاقة الذرية                                                     | الأمم المتحدة                                                                     | "لجهودهم لمنع استخدام الطاقة النووية للأغراض العسكرية ولضمان استخدام الطاقة النووية للأغراض السلمية بأكثر الطرق أمانًا" |
| 2005  |                                                                                   | محمد البرادعي                                                                     | مصر                                                                               | "لجهودهم لمنع استخدام الطاقة النووية للأغراض العسكرية ولضمان استخدام الطاقة النووية للأغراض السلمية بأكثر الطرق أمانًا" |
| 2006  |                                                                                   | محمد يونس                                                                         | بنغلاديش                                                                          | "لتقديم الفرص الاقتصادية والاجتماعية للفقراء، وخاصة النساء، من خلال عمل القروض الصغرى الرائدة" |
| 2006  | بنك جرامين                                                                        |                                                                                   | بنغلاديش                                                                          | "لتقديم الفرص الاقتصادية والاجتماعية للفقراء، وخاصة النساء، من خلال عمل القروض الصغرى الرائدة" |
| 2007  |                                                                                   | اللجنة الدولية للتغيرات المناخية                                                  | الأمم المتحدة                                                                     | "لجهودهم لبناء ونشر معرفة أكبر عن تغير المناخ بسبب الإنسان، ووضع الأسس للتدابير اللازمة لمواجهة هذا التغيير" |
| 2007  |                                                                                   | آل جور                                                                            | الولايات المتحدة                                                                  | "لجهودهم لبناء ونشر معرفة أكبر عن تغير المناخ بسبب الإنسان، ووضع الأسس للتدابير اللازمة لمواجهة هذا التغيير" |
| 2008  |                                                                                   | مارتي أهتيسآري                                                                    | فنلندا                                                                            | "لجهوده في عدة قارات وعلى مدى أكثر من ثلاثة عقود، لحل النزاعات الدولية" |
| 2009  |                                                                                   | باراك أوباما                                                                      | الولايات المتحدة                                                                  | "لجهوده لتعزيز الدبلوماسية الدولية والتعاون بين الشعوب" |
| 2010  |                                                                                   | ليو شياوبو[G]                                                                     | الصين                                                                             | "لصراعه الطويل وغير العنيف من أجل حقوق الإنسان الأساسية في الصين" |
| 2011  |                                                                                   | إلين جونسون سيرليف                                                                | ليبيريا                                                                           | "لنضالهم غير العنيف من أجل سلامة النساء وحقوق المرأة في المشاركة الكاملة في أعمال بناء السلام" |
| 2011  | ليما غبوي                                                                         |                                                                                   | ليبيريا                                                                           | "لنضالهم غير العنيف من أجل سلامة النساء وحقوق المرأة في المشاركة الكاملة في أعمال بناء السلام" |
| 2011  |                                                                                   | توكل كرمان                                                                        | اليمن                                                                             | "لنضالهم غير العنيف من أجل سلامة النساء وحقوق المرأة في المشاركة الكاملة في أعمال بناء السلام" |
| 2012  |                                                                                   | الاتحاد الأوروبي                                                                  | الاتحاد الأوروبي                                                                  | "لمساهمته لأكثر من ستة عقود في تقدم السلام والمصالحة والديمقراطية وحقوق الإنسان في أوروبا" |
| 2013  |                                                                                   | منظمة حظر الأسلحة الكيميائية                                                      | هولندا                                                                            | "لجهوده المكثفة للقضاء على الأسلحة الكيميائية" |
| 2014  |                                                                                   | ملالا يوسفزي                                                                      | باكستان                                                                           | "لنضالهم ضد قمع الأطفال والشباب والنداء بحق جميع الأطفال في التعليم" |
| 2014  |                                                                                   | كايلاش ساتيارثي                                                                   | الهند                                                                             | "لنضالهم ضد قمع الأطفال والشباب والنداء بحق جميع الأطفال في التعليم" |
| 2015  |                                                                                   | الرباعي الراعي للحوار الوطني التونسي                                              | تونس - أربعة منظمات تونسية                                                        | "لمساهمتهم الحاسمة في بناء دولة ديمقراطية تعددية في تونس في أعقاب ثورة الياسمين في 2011، وفي إنجاح مسار الانتقال الديمقراطي في تونس" |
| 2016  |                                                                                   | خوان مانويل سانتوس                                                                | كولومبيا                                                                          | "لجهوده الحازمة لإنهاء الحرب الأهلية التي استمرت أكثر من 50 عاما، وهي الحرب التي أودت بحياة ما لا يقل عن 220,000 كولومبي وشردت ما يقرب من ستة ملايين شخص" |
| 2017  |                                                                                   | الحملة الدولية لإلغاء الأسلحة النووية                                             | سويسرا                                                                            | "لعملها للفت الانتباه إلى العواقب الإنسانية الكارثية لأي استخدام للأسلحة النووية" |
| 2018  |                                                                                   | نادية مراد                                                                        | العراق                                                                            | "لجهودهم لإنهاء استخدام العنف الجنسي كسلاح في الحرب والصراع المسلح" |
| 2018  |                                                                                   | دينيس موكويج                                                                      | جمهورية الكونغو الديمقراطية                                                       | "لجهودهم لإنهاء استخدام العنف الجنسي كسلاح في الحرب والصراع المسلح" |
| 2019  |                                                                                   | آبي أحمد علي                                                                      | إثيوبيا                                                                           | "لجهوده في حل النزاع الحدودي مع إريتريا" |
| 2020  |                                                                                   | برنامج الأغذية العالمي                                                            | الأمم المتحدة                                                                     | "لجهودها في مكافحة الجوع، ولإسهامها في تحسين ظروف السلام في المناطق المتضررة من النزاعات ولعملها كقوة دافعة في الجهود المبذولة لمنع استخدام الجوع كسلاح في الحرب والصراع" |
| 2021  |                                                                                   | ماريا ريسا                                                                        | الفلبين                                                                           | "لجهودهم في الحفاظ على حرية التعبير، والتي هي شرط مسبق للديمقراطية والسلام الدائم" |
| 2021  |                                                                                   | دميتري موراتوف                                                                    | روسيا                                                                             | "لجهودهم في الحفاظ على حرية التعبير، والتي هي شرط مسبق للديمقراطية والسلام الدائم" |
| 2022  |                                                                                   | أليس بيالياتسكي                                                                   | بيلاروس                                                                           | "لتعزيز الحق في انتقاد السلطة وحماية الحقوق الأساسية للمواطنين وبذل جهد بارز لتوثيق جرائم الحرب وانتهاكات حقوق الإنسان وإساءة استخدام السلطة" |
| 2022  |                                                                                   | ميموريال                                                                          | روسيا                                                                             | "لتعزيز الحق في انتقاد السلطة وحماية الحقوق الأساسية للمواطنين وبذل جهد بارز لتوثيق جرائم الحرب وانتهاكات حقوق الإنسان وإساءة استخدام السلطة" |
| 2022  |                                                                                   | مركز الحريات المدنية                                                              | أوكرانيا                                                                          | "لتعزيز الحق في انتقاد السلطة وحماية الحقوق الأساسية للمواطنين وبذل جهد بارز لتوثيق جرائم الحرب وانتهاكات حقوق الإنسان وإساءة استخدام السلطة" |
| 2023  |                                                                                   | نرجس محمدي                                                                        | إيران                                                                             | "لنضالها ضد اضطهاد المرأة في إيران وكفاحها من أجل تعزيز حقوق الإنسان والحرية للجميع" |
| 2024  |                                                                                   | نيهون هيدانكيو                                                                    | اليابان                                                                           | "لجهودها الرامية إلى تحقيق عالم خالٍ من الأسلحة النووية ولإثباتها من خلال شهادات الشهود أنه لا ينبغي استخدام الأسلحة النووية مرة أخرى". |

## روابط خارجية
- الموقع الرسمي لجائزة نوبل للسلام (بالإنجليزية)